# Borowka (Samara)
Die Borowka (russisch Бо́ровка) ist ein rechter, 167 km langer Nebenfluss der Samara im Südosten des europäischen Teils von Russland.

## Verlauf
Die Borowka entspringt im Nordwesten der Oblast Orenburg im Höhenzug Obschtschi Syrt. Von dort fließt sie in westlicher Richtung durch die landwirtschaftlich intensiv genutzte Steppenlandschaft.
Nachdem sie das Dorf Troizkoje passiert hat, erreicht sie den Nationalpark Busulukski Bor („Busuluker Forst“) an der Grenze zur Oblast Samara, den sie nun bis zu ihrer Einmündung in die Samara in südwestlicher Richtung durchquert.